# 绍兴市稽山中学

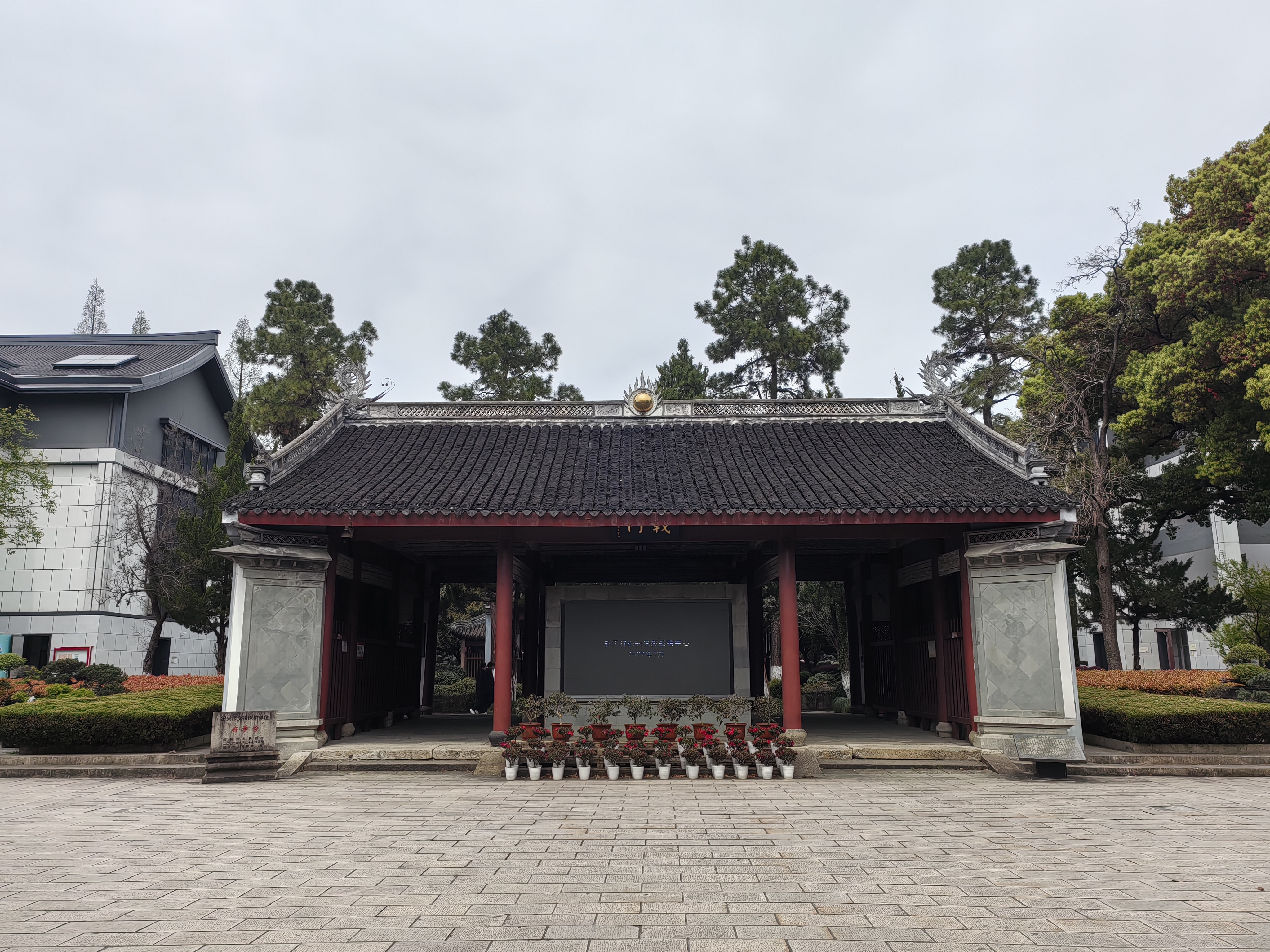
從绍兴市稽山中学校門即可望見绍兴文庙戟門

绍兴市稽山中学是浙江省一级重点中学，是一所办学历史悠久的高中学校。

## 学校历史
1932年建校，邵力子同10位乡贤，出资创办了“私立绍兴中学”，这是绍兴地区第一所完全中学。邵力子先生亲写校训“卧薪尝胆”鼓舞师生。
1950年，周恩来总理曾受邀担任名誉董事长。

## 学校概况
学校现在有42个班级，在校学生数近2300人。
- 校训：卧薪尝胆
- 学校地址：浙江省绍兴市区投醪河路105号，为绍兴府儒学原址，遗址尚存。邮政编码：312000
- 现任校长：宣方军

## 教育成果
1991年，杨菁同学浙江省高考外语兼文科总分状元

1993年，鲁翔同学浙江省高考理科总分状元

1999年李云琦、沈抒殚同学为绍兴市高考理科总分前两名

2000年宋健、沈钲同学为绍兴市高考理科总分前两名。

## 著名校友
- 谢晋：著名导演。
- 徐光宪：中科院院士，北京大学教授，博士生导师。
- 陶文钊：中国社会科学院美国研究所研究员
- 陶文铨：中科院院士，西安交大能源与动力工程学院教授、博士生导师。

## 外部查看
1. 稽山中学学校简介